# Euchlaena muzaria
Euchlaena muzaria är en fjärilsart som beskrevs av Walker 1860. Euchlaena muzaria ingår i släktet Euchlaena och familjen mätare. Inga underarter finns listade i Catalogue of Life.